# Resolutie 2255 Veiligheidsraad Verenigde Naties
Resolutie 2254 van de Veiligheidsraad van de Verenigde Naties werd op 21 december 2015 unaniem aangenomen door de VN-Veiligheidsraad. De resolutie verduidelijkte wanneer uitzonderingen konden worden toegestaan op het reisverbod en de bevriezing van banktegoeden tegen Talibanleden en gelinkte personen en organisaties.

## Achtergrond
In 1979 werd Afghanistan bezet door de Sovjet-Unie, die vervolgens werd bestreden door Afghaanse krijgsheren. Toen de Sovjets zich in 1988 terugtrokken raakten ze echter slaags met elkaar. In het begin van de jaren 1990 kwamen ook de Taliban op. In september 1996 namen die de hoofdstad Kabul in. Tegen het einde van het decennium hadden ze het grootste deel van het land onder controle en riepen ze een streng islamitische staat uit. In 2001 verklaarden de Verenigde Staten met bondgenoten hun de oorlog en moesten ze zich terugtrekken, waarna een interim-regering werd opgericht. Die stond onder leiding van Hamid Karzai die in 2004 tot president werd verkozen.

## Inhoud
In oktober 1999 werden de eerste sancties opgelegd tegen de Taliban, die toen het grootste deel van Afghanistan controleerden. Die werden later herzien en bestonden anno 2015 uit een reisverbod, financiële sancties en een wapenembargo. In 2011 was een comité opgericht dat toezag op de sancties en de sanctielijst beheerde. Dat comité kon nu op vraag van de Afghaanse overheid uitzonderingen van maximaal negen maanden toestaan op het reisverbod voor personen die deelnamen aan de vredes- en verzoeningsgesprekken met de overheid. Afghanistan had ook gevraagd dat personen die terrorisme hadden afgezworen en zich verzoenden met de overheid van de sanctielijst zouden worden geschrapt, maar die vraag werd nog verder in beraad gehouden.

## Verwante resoluties
- Resolutie 1988 Veiligheidsraad Verenigde Naties (2011)
- Resolutie 2160 Veiligheidsraad Verenigde Naties (2014)

Lijst ·  2196 ·  2197 ·  2198 ·  2199 ·  2200 ·  2201 ·  2202 ·  2203 ·  2204 ·  2205 ·  2206 ·  2207 ·  2208 ·  2209 ·  2210 ·  2211 ·  2212 ·  2213 ·  2214 ·  2215 ·  2216 ·  2217 ·  2218 ·  2219 ·  2220 ·  2221 ·  2222 ·  2223 ·  2224 ·  2225 ·  2226 ·  2227 ·  2228 ·  2229 ·  2230 ·  2231 ·  2232 ·  2233 ·  2234 ·  2235 ·  2236 ·  2237 ·  2238 ·  2239 ·  2240 ·  2241 ·  2242 ·  2243 ·  2244 ·  2245 ·  2246 ·  2247 ·  2248 ·  2249 ·  2250 ·  2251 ·  2252 ·  2253 ·  2254 ·  2255 ·  2256 ·  2257 ·  2258 ·  2259